# Claustulaceae
Claustulaceae es una familia de hongos del orden Phallales. La familia contiene cuatro géneros y diez especies. La familia fue delimitada por el micólogo Gordon Herriot Cunningham en 1939.

## Géneros
Esta familia incluye los siguientes géneros:
- Claustula
- Gelopellis
- Kjeldsenia
- Phlebogaster